# Mahidevran hatun
Gülbahar Mahidevran hatun (oszmán-törökül ماه دوران, más néven Gülbahar; Kaukázus, 1500 körül – Bursa, 1581. február 3.) I. Szulejmán oszmán szultán ágyasa, Musztafa hercegnek, a kivégzett trónörökösnek anyja. Bár Mahidevran nem volt a szultán felesége, mégis szultánaként tisztelték egy időben.

## Neve
A Mahidevran név perzsa eredetű, jelentése: „kinek szépsége sosem fakul” vagy „az idők szépsége”, esetleg „a szerencse holdja”. Szulejmán a Gülbahar nevet adta neki, amelyből a gül rózsát, a bahar tavaszt jelent (török nyelven).

## Életrajz
Mahidevran életének kezdeteiről nem sokat tudunk. Vagy a Kaukázusból, vagy a mai Albánia, vagy Montenegró területéről származott. 
A tévhittel ellentétben csak egy gyermeke született, Musztafa, 1515-ben, amikor Szulejmán még nem szultán volt, csak herceg, és a manisai szandzsák (akkori nevén Saruhan) kormányzója. 1520-ban, mikor I. Szelim, Szulejmán apja meghalt, Isztambulba költöztek, ahol az új szultán trónra lépett.
Fiát az akkori szokásokkal ellentétben ő maga nevelte, előre kóstolta ételeit. 
A hagyomány szerint minden hercegnek tartományi kormányzóként (szandzsákbég) kellett dolgoznia. Musztafa előbb Manisa, majd Amasya kormányzója lett, és Mahidevran vele tartott. Szulejmán uralmának vége felé fiai közt kiélesedett a hatalmi harc. Hürrem szultána és Rüsztem pasa nagyvezír befolyásának köszönhetően Musztafát lázadással vádolták, és 1553-ban, a szafavida Perzsia elleni hadjárat idején Szulejmán kivégeztette. Fia halála után Mahidevran Bursába költözött, ahol Musztafát eltemették, és évekig szegénységben élt, mert Szulejmán minden vagyonától és járandóságától megfosztotta, csak fivére segítette, aki Malatyában volt pasa. Idős korában azonban II. Szelim, az új szultán megkönyörült rajta, és járadékot utalt ki számára 1566-ban. Mahidevran mindenkit túlélt, 1581-ben halt meg.

## A populáris kultúrában
A Szulejmán című, 2011-ben indult tévésorozatban Mahidevrant Nur Fettahoğlu alakítja.